# Tirnica
Tirnica ali Tračnica je osnovni in karakteristični element zgornjega ustroja železniške proge; je standarden jekleni nosilec konstantnega prereza. Osnovna naloga tirnice je prevzem navpičnih in vodoravnih sil, ki nastanejo v stiku med kolesom in tirnico pri vožnji.
V astronomiji je tirnica sopomenka za tir, oziroma orbito.